# Polyacrylamid
Polyacrylamid (PAM) ist ein Polymer von Acrylamid.
Polyacrylamid lässt sich aus Acrylamid in wässriger Lösung durch radikalische Polymerisation herstellen. Die Reaktion kann z. B. von Ammoniumpersulfat (APS) als Radikalstarter eingeleitet und von Tetramethylethylendiamin (TEMED) katalysiert werden.
Polyacrylamid ist wasserlöslich oder zumindest wird es von Wasser angequollen. Verdünnte wässrige Lösungen von Polyacrylamiden mit niedrigen Molmassen besitzen eine höhere Viskosität als reines Wasser. Bei Zugabe geringer Mengen Polyacrylamid mit hoher Molmasse zu Wasser entsteht ein Gel, dessen Konsistenz der von Götterspeise etwa gleich ist.
Acrylamid ist in der unpolymerisierten Form ein Nervengift, in der polymerisierten Form ist es unschädlich.

## Anwendung
- Polyacrylamid dient als Gel bei der Polyacrylamid-Gelelektrophorese.
- Es wird als Gelbildner in der Kosmetikindustrie eingesetzt.
- Es wird als Hilfsmittel bei der Erdölförderung verwendet (tertiäre Erdölförderung, Polymer-Fluten).
- Copolymere mit kationischen Esterquats werden bei der Papierherstellung als Retentionsmittel und in der Abwassertechnik als Flockungsmittel verwendet.
- Copolymere mit Acrylsäure werden, speziell wenn sie mit mehrwertigen Acrylaten vernetzt sind, als Superabsorber beispielsweise in Windeln verwendet.